# Joakim Järrebring
Joakim Järrebring (1976) é um político sueco. Desde 24 de setembro de  2018 que tem servido como membro do Riksdag, em representação do distrito eleitoral do Condado de Västra Götaland Ocidental.